# Songzi
Songzi (chinois : 松滋市 ; pinyin : sōngzī shì) est une ville-district de la province du Hubei en Chine. Elle est placée sous la juridiction de la ville-préfecture de Jingzhou : elle est située au Sud-Ouest du district de Jingzhou.

## Démographie
La population du district était de 896 800 habitants en 1999.